# Alloporus kindanus
Alloporus kindanus är en mångfotingart som först beskrevs av Carl Graf Attems 1953.  Alloporus kindanus ingår i släktet Alloporus och familjen Spirostreptidae. Inga underarter finns listade i Catalogue of Life.